# كمال أبو عيطة
كمال أبو عيطة (1 مارس 1953 -) هو ناشط عمالي، ناصري وقومي عربي، قاد عدة إضرابات عمالية ونقابية، أشهرها اعتصام موظفي الضرائب العقارية أمام مجلس الوزراء في آخر عام 2007 ومطلع عام 2008 مطالبين بمساواتهم بباقي موظفي الضرائب، ومؤسس النقابة المستقلة للضرائب العقارية، ورئيس الاتحاد المصري لنقابات العمال المستقلة، وعضو مجلس الشعب عن حزب الكرامة الناصري.

## النشأة
ولد كمال أبوعيطة في حي بولاق الدكرور في 1 مارس 1953. تخرج من كلية الآداب قسم الفلسفة وعلم النفس 1976 جامعة القاهرة وكلية الحقوق 2005 قام بتأسيس أول نقابة مستقلة في مصر -النقابة المستقلة للضرائب العقارية-، وهو مدير عام مصلحة الضرائب العقارية بالجيزة.
كمال أبوعيطة مؤذن الثورة وصوت المظاهرات، الناشط السياسي الموظف والنقابي، انطلقت مظاهراته في محاور سياسية واقتصادية واجتماعية، له نظرة واضحة وموقف ثابت ورافض للفساد بكل أشكالة، قضي حياتة مدافعا عن مبادئ الزعيم الراحل جمال عبد الناصر.
خلال ثورة 25 يناير رفض كمال أبوعيطة منصب وزير القوى العاملة الذي عرضه عليه الدكتور يحيى الجمل، نائب رئيس الوزراء، وبموافقة من الدكتور أحمد شفيق، رئيس حكومة تسيير الأعمال، فاختلفت الآراء حول هذا الرفض من القيادى بحزب الكرامة ومؤسس نقابة الضرائب العقارية المستقلة، وكان يقود مظاهرات للإطاحة بحكم العسكر بعد خلع الرئيس محمد حسنى مبارك.

## مناصب
- الأمين العام للجنة الدفاع عن سجناء الرأي
- مؤسس اللجنة القومية للدفاع عن حقوق العمال والفلاحين
- قيادي ومن مؤسسي حزب الكرامة
- مدير عام مصلحة الضرائب العقارية بالجيزة
- عضو مجلس الشعب المصري
- وزير القوي العاملة والهجرة